# Khovd Airport
Khovd Airport är en flygplats i Mongoliet.   Den ligger i provinsen Chovd, i den västra delen av landet, 1 100 km väster om huvudstaden Ulaanbaatar. Khovd Airport ligger 1 451 meter över havet.
Terrängen runt Khovd Airport är varierad.  Trakten runt Khovd Airport är nära nog obefolkad, med mindre än två invånare per kvadratkilometer. Närmaste större samhälle är Chovd, 5,1 km norr om Khovd Airport. Trakten runt Khovd Airport består i huvudsak av gräsmarker.